# Angels Unlimited
Angels Unlimited is een boekenserie geschreven door Annie Dalton, vertaald vanuit het Engels door Mireille Vroege. De boeken gaan vooral over hoofdpersoon Melanie 'Mel' Beeby, een meisje dat op dertienjarige leeftijd aangereden werd en zo op de Engelenacademie – in de hemel – belandt, waar ze op missies moet voor het Bureau (Engels: the Agency), meestal met haar twee vrienden Lola Sanchez en Reuben. Er zijn twaalf boeken in deze serie, waarvan er vijf zijn vertaald naar het Nederlands.
De boeken zijn geschreven vanuit de eerste persoon enkelvoud, namelijk vanuit Melanies ogen. De meeste boeken hebben historische verhaallijnen in zich, aangezien Melanie en haar twee kameraden vaak naar het verleden reizen.

## Inhoud
Melanie Beeby is gestorven bij een auto-ongeluk op de dag van haar dertiende verjaardag. Ze merkt dan op dat ze is geteleporteerd naar de hemel, naar een vredige, fijne stad, bewoond door zowel gestorven mensen als wezens die geboren zijn als engel en nooit een mens zijn geweest, al nemen ze wel een menselijke vorm aan. Een voorbeeld van de laatste groep mensen is Melanies vriend Reuben. In deze stad vind je ook het hoofdbureau van het Bureau. Het Bureau is een groep van elite-engelen, wier baan het is om de Vijanden – onder de drie vrienden bekend als DEKA's, de Duistere Krachten – tegen te houden van het verduisteren van het verleden. De Vijanden zijn compleet het tegenovergestelde van het Bureau en hun hoofddoel is de mensen die zij als slachtoffer toegewezen kregen een ellendig gevoel geven en ze te laten denken dat ze alleen zijn. Engelen sturen juist vibraties naar hun toegewezen personen om hen een duwtje in de rug te geven bij wat ze doen.
In het begin denkt ze dat het één grote vergissing is dat ze in de hemel is beland, maar na enkele tijd komt Melanie erachter dat ze een engel in spe is en is ingeschreven bij de Engelenacademie.
In elk boek komt er een tijdreis voor van wisselend genre, waar Melanie, meestal samen met Lola en Reuben, de taak heeft gekregen om diverse, soms enkel potentiële, problemen te ontrafelen waar de mensheid en de Vijanden bij betrokken zijn.